# تارا ديفيس
تارا ديفيس (بالإنجليزية: Tara Davis)‏ هي منافسة ألعاب القوى أمريكية، ولدت في 20 مايو 1999.

## وصلات خارجية
- تارا ديفيس على موقع الاتحاد الدولي لألعاب القوى (الإنجليزية)
- تارا ديفيس على موقع الاتحاد الأمريكي لسباقات المضمار والميدان (الإنجليزية)
- تارا ديفيس على موقع اللجنة الأولمبية الدولية (الإنجليزية)
- تارا ديفيس على موقع أوليمبيديا (الإنجليزية)